# 243
| Calendário gregoriano                                                        | 243 CCXLIII                     |
| Ab urbe condita                                                              | 996                             |
| Calendário arménio                                                           | -309 – -308                     |
| Calendário bahá'í                                                            | -1601 – -1600                   |
| Calendário budista                                                           | 787                             |
| Calendário chinês                                                            | 2939 – 2940                     |
| Calendário copta                                                             | -41 – -40                       |
| Calendário etíope                                                            | 235 – 236                       |
| Calendários hindus - Vikram Samvat - Calendário nacional indiano - Cáli Iuga | 298 – 299 164 – 165 3343 – 3344 |
| Calendário Holoceno                                                          | 10243                           |
| Calendário islâmico                                                          | 391 BH – 390 BH                 |
| Calendário judaico                                                           | 4003 – 4004                     |
| Calendário persa                                                             | 379 BP – 378 BP                 |
| Calendário rúnico                                                            | 493                             |
| Calendário solar tailandês                                                   | 786                             |

243 (CCXLIII na numeração romana) foi um ano comum do século III do Calendário Juliano, da Era de Cristo, a sua letra dominical foi A (52 semanas), teve início e fim num domingo.
| Ano completo                    |
| ------------------------------- |
| Ano comum com início ao domingo |

!--

## Mortes
-->